# Guernica (Picasso)
Guernica là tác phẩm tranh sơn dầu của họa sĩ người Tây Ban Nha, Pablo Picasso. Bức tranh hoàn thành vào tháng 6 năm 1937, tại nhà riêng của ông ở Rue des Grands Augustins, thành phố Paris và hiện đang được trưng bày tại bảo tàng Reina Sofia ở Madrid. Tác phẩm được trình bày trên tấm bảng màu xám, đen và trắng, được nhiều nhà phê bình nghệ thuật coi là một trong những bức họa phản chiến mạnh mẽ nhất trong lịch sử. Tranh có chiều cao 3,49 (11 ft 5 in) và rộng 7,76 mét (25 ft 6 in), bức tranh tường lớn cho thấy sự đau khổ của những người chịu nỗi thống khổ bởi bạo lực và hỗn loạn. Nổi bật trong thành phần là một con ngựa, một con bò, và ngọn lửa.
Bức tranh được sáng tác để phản ứng lại vụ ném bom Guernica, một ngôi làng Basque Country ở miền bắc Tây Ban Nha, do Đức Quốc xã và các chiến binh Ý phát xít theo yêu cầu của những người theo chủ nghĩa dân tộc Tây Ban Nha. Sau khi hoàn thành, Guernica đã được trưng bày tại buổi trình diễn tiếng Tây Ban Nha tại Triển lãm Quốc tế Paris tại Hội chợ Thế giới 1937 tại Paris và sau đó tại các địa điểm khác trên thế giới. Bức tranh trở nên nổi tiếng và được nhiều người hoan nghênh, mang lại sự chú ý trên toàn thế giới và được sử dụng để gây quỹ cho cuộc nội chiến Tây Ban Nha.